# Novembre 2011

## Faits marquants
- 2 novembre : le siège du journal Charlie Hebdo a été incendié au cocktail molotov. Parution du numéro spécial Charia Hebdo.
- 11 novembre : Sortie du cinquième volet de la série The Elder Scrolls, Skyrim.
- 12 novembre : la Ligue arabe a suspendu la souveraineté de la Syrie[1] à la majorité qualifiée (et non à l'unanimité des 22 pays arabes ce qui n'est donc pas irréversible puisque le membre exclu peut présenter une seconde candidature).
- 14 novembre : assassinat politique du ressortissant britannique Neil Heywood en Chine.
- 16 novembre : l’ancien commissaire européen Mario Monti est nommé président du Conseil italien et présente son gouvernement, composé uniquement de techniciens.
- 17 novembre : la publicité Unhate de la marque italienne de vêtements United Colours of Benetton, où l'on voit les baisers entre le pape Benoît XVI et l'imam de la mosquée du Caire; le président des États-Unis Barack Obama et ses homologues chinois Hu Jintao[2] et vénézuélien Hugo Chavez[3] ; et entre le président de la France Nicolas Sarkozy et la chancelière allemande Angela Merkel, a créé la polémique. Le Vatican a fermement condamné cette publicité. L’hebdomadaire satirique Charlie Hebdo a caricaturé la campagne de publicité Unhate avec le titre de sa une du 17 novembre 2011 «L'amour plus fort que la haine».
- 19 novembre : Saïf al-Islam Kadhafi, recherché par la Cour pénale internationale pour crimes de guerre et crimes contre l’humanité, est arrêté dans le sud de la Libye.
- 18 novembre : sortie officielle du jeu Minecraft
- 20 novembre : le Parti populaire, dirigé par Mariano Rajoy, remporte les élections législatives en Espagne.
- 21 novembre : au lendemain des heurts sur la place Tahrir, le Premier ministre égyptien Essam Charaf présente la démission de son gouvernement.
- 22 novembre : Moncef Marzouki est désigné comme président de la République tunisienne et Hamadi Jebali comme Premier ministre dans le cadre d’un accord de partage du pouvoir entre trois partis politiques, Ennahdha, le CPR et Ettakatol.

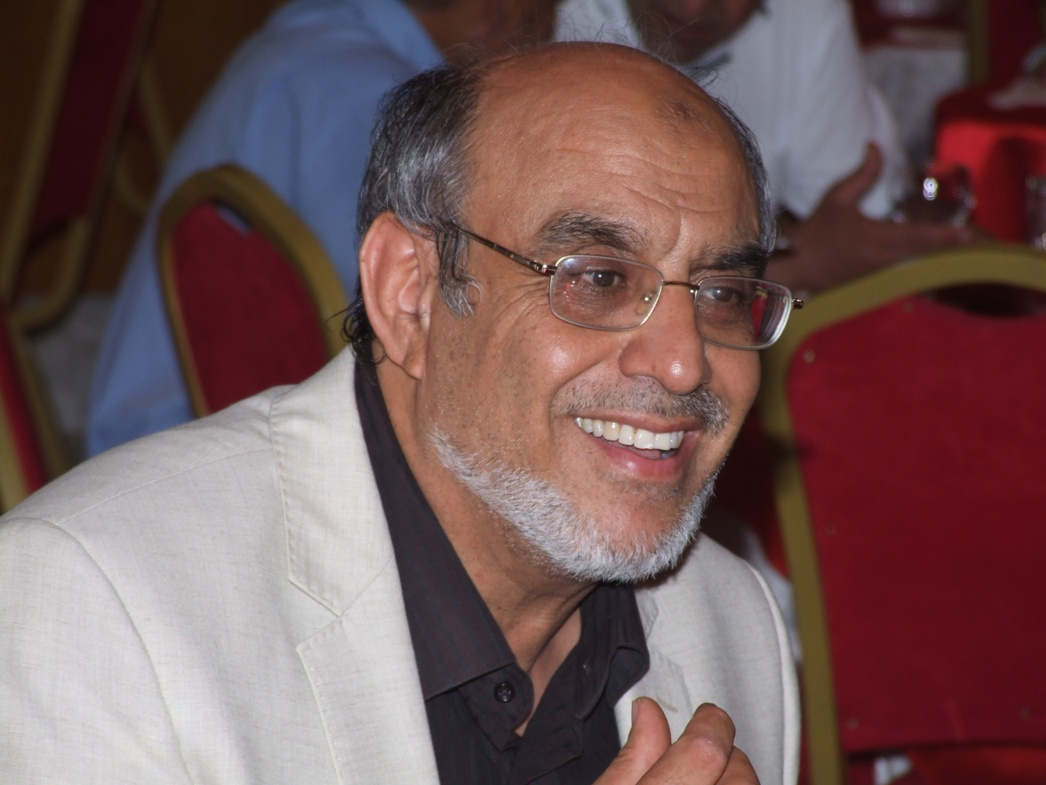
Hamadi Jebali.

- 25 novembre : les élections législatives anticipées au Maroc sont remportées par l’opposition du PJD avec environ 27 % des voix.
- 26 novembre :
  - Incident frontalier afghano-pakistanais du 26 novembre 2011
  - Lancement de la sonde interplanétaire Mars Science Laboratory, qui doit déposer le rover Curiosity sur le sol de la planète Mars.
  - les élections législatives en Nouvelle-Zélande sont remportées par la majorité sortante du Parti national.
- 29 novembre : Abdelilah Benkirane devient chef du gouvernement du Maroc à la suite des élections législatives remportées par son parti.
- 30 novembre : Laurent Gbagbo, ancien président de Côte d’Ivoire, est transféré à la prison de la Cour pénale internationale.